# Jeney Luca
Jeney Luca (1996 –) magyar színésznő.

## Életpályája
1996-ban született. 2018-2023 között a Színház- és Filmművészeti Egyetemen tanult. 2023-tól szabadúszó színésznőként dolgozik. Szinkronizálással is foglalkozik.

## Színházi szerepei

### Rózsavölgyi Szalon
- Mákfagyi (2025)......Rózsa[5]

### Pinceszínház
- Színésznők (2023)
- Hajmeresztő (2022) ...Barbara DeMarco[6]

### Egyéb
- Épp csak világvége (RS9 Színház, 2023)
- Don Juan, vagy az apák kínja (Szkéné Színház, 2022) ...Zsuzsi, pincérnő és Matyi menyasszonya
- Rettenetes szülők (Thália Színház, 2022) ...Madeleine[7]

## Filmes és televíziós szerepei
- A renitens (2024–) ...Mikes Boglárka